# V. K. Vismaya
Velluva Koroth Vismaya (* 14. Mai 1997 in Sreekandapuram, Kerala) ist eine indische Sprinterin, die sich auf den 400-Meter-Lauf spezialisiert.

## Sportliche Laufbahn
Erste internationale Erfahrungen sammelte V. K. Vismaya bei den Asienspielen 2018 in der indonesischen Hauptstadt Jakarta, bei denen sie mit der indischen 4-mal-400-Meter-Staffel in 3:28,72 min vor Bahrain und Vietnam die Goldmedaille gewann. Im Jahr darauf gewann sie bei den Asienmeisterschaften in Doha in 3:32,21 min die Silbermedaille mit der Staffel hinter dem Team aus Bahrain, wie auch mit der gemischten Staffel in 3:16,47 min. Mit der Staffel nahm sie auch an den Weltmeisterschaften ebendort Anfang Oktober teil und schied dort mit der Frauenstaffel mit 3:29,42 min im Vorlauf aus, während sie in der gemischten Staffel in 3:15,77 min den siebten Platz im Finale belegte.
2019 wurde Vismaya indische Meisterin im 400-Meter-Lauf.

## Persönliche Bestleistungen
- 200 Meter: 23,43 s (+1,7 m/s), 17. Juli 2019 in Tábor
- 400 Meter: 52,12 s, 28. August 2019 in Brünn